# Iowa Interstate Railroad

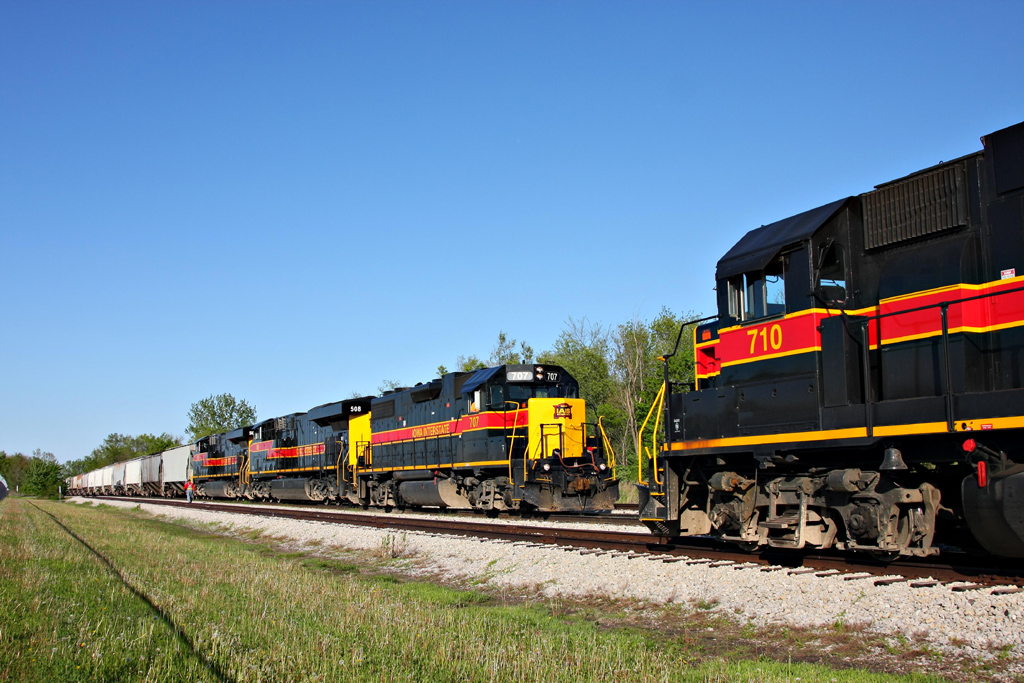
IAIS-Zugbegegnung: Loks GP 38-2, Nr. 707 & 710

Die Iowa Interstate Railroad (IAIS) ist eine US-amerikanische Bahngesellschaft, die Schienengüterverkehr anbietet. Sie ist eine Tochtergesellschaft der Railroad Development Corporation (RDC) und des Infrastrukturfonds iCON Infrastructure. Ihre Hauptlinie führt von Council Bluffs, Iowa nach Chicago (Blue Island) mit einer Zweiglinie nach Peoria, Illinois. Zwischen Bureau Junction in Bureau County und Chicago nutzt die IAIS dabei über Trackage Rights Infrastruktur der CSX Transportation und METRA. Die IAIS bedient auch Cedar Rapids über die Strecke der Cedar Rapids and Iowa City Railway (CIC).

## Geschichte
Als die Reorganisation der seit 1975 insolventen Chicago, Rock Island and Pacific Railroad im Januar 1980 scheiterte, wurde bis März 1980 schrittweise der Betrieb eingestellt. Auf den durch Iowa führenden Rock Island-Strecken zwischen dem Großraum Chicago und Nebraska übernahmen die neu gegründete Iowa Railroad sowie die Chicago, Milwaukee, St. Paul and Pacific Railroad einen Teil der Güterverkehrsleistungen. Mit Auflösung der der Rock Island wurde deren Hauptstrecke zwischen Bureau Junction und Council Bluffs samt einigen Nebenstrecken 1984 an die Heartland Rail Corporation verkauft. Heartland Rail war zu diesem Ziel durch Archer Daniels Midland, mehrere weitere regionale Bahnfrachtkunden sowie die Cedar Rapids and Iowa City Railway gegründet worden und konnte etwa drei Viertel des Kaufpreises von 31 Millionen Dollar durch Kredite des Bundesstaats Iowa decken. Der neue Eigentümer vermietete die Infrastruktur an die am 17. Mai 1984 neu gegründete Betreibergesellschaft Iowa Interstate Railroad (IAIS), die somit die Iowa Railroad und Milwaukee Road ab 4. November 1984 auf den durch Heartland Rail erworbenen Strecken ablöste. Eigentümer und Geschäftsführer der IAIS waren drei Unternehmer: Die zuvor für die Rock Island tätigen Dr. Paul Banner und Harry S. Meislahn sowie Paul M. Victor.
Am 1. Februar 1991 erwarben Heartland Rail und die RDC die Firmenanteile der IAIS, wobei Heartland Rail 80,1 % und die RDC die verbleibenden 19,9 % der Aktien übernahmen. Beide Unternehmen vereinbarten ferner Optionen zum Erwerb der restlichen Anteile an der IAIS sowie der Heartland Rail-Infrastruktur durch RDC. Am 2. Januar 2004 gab RDC den Kauf aller Anteile an der IAIS und der bis dato durch die IAIS gemieteten Infrastruktur der Heartland Rail bekannt. Zum 31. Dezember 2020 verkaufte RDC 40 % der IAIS-Firmenanteile an den Infrastrukturfonds iCON Infrastructure.

## Betrieb
Die Bahn betreibt und bedient Intermodal-Terminals in Blue Island und Council Bluffs. Seit 1986 bestanden in Newton und seit 1997 in West Liberty ebenfalls Intermodal-Umschlageinrichtungen, die jedoch durch die Schließung der Maytag-Fabrik in Newton und eines Maytag-Auslieferungslagers bei West Liberty einen Großteil ihres Aufkommens verloren und bis 2009 geschlossen wurden.
Regelmäßig verkehren Züge zwischen dem Omaha-Gebiet und Chicago. Die Gesellschaft bietet auch Zugang zu Schiff-Bahn-Terminals am Mississippi und Illinois River.
Die wichtigsten Transportgüter sind landwirtschaftliche Produkte, Plastik, Papier, Stahl, Schrott, Holz und Kohle. Zunehmend wichtig wird das Ethanol-Geschäft. Die Gesellschaft beteiligt sich aktuell am Bau von fünf Produktionsstätten.
Die Gesellschaft ist Mitglied der Association of American Railroads (AAR) und der American Short-line and Regional Rail Association (ASLRRA).

## Fahrzeuge

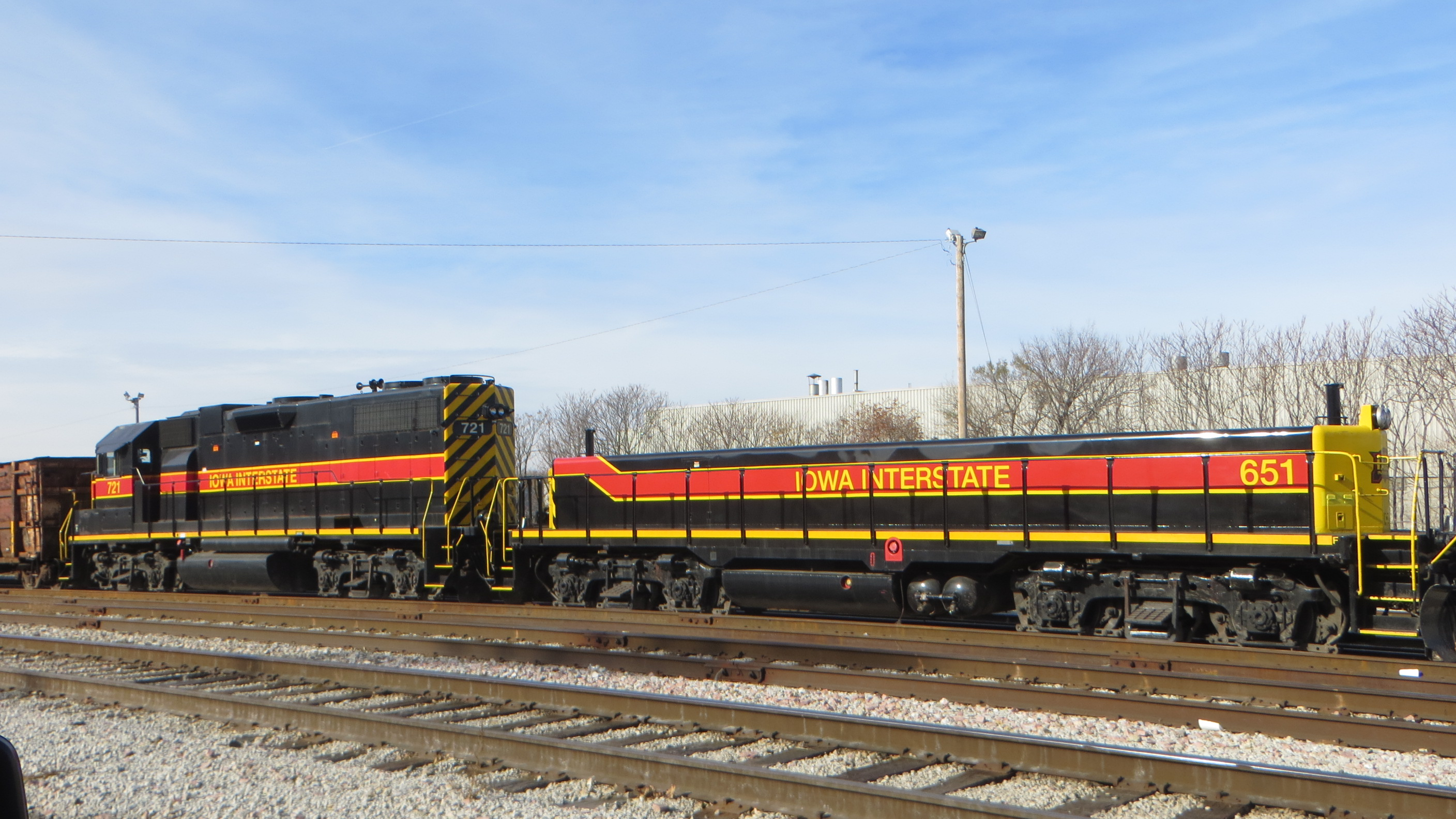
Slug #651 und GP38-2 #721

2018 wurden drei weitere Lokomotiven der Evolution Series von GE Transportation Systems bestellt, die 2019 ausgeliefert wurden. IAIS verfügt somit über 20 Lokomotiven dieses Typs, ergänzt durch etwa 20 ältere EMD-Diesellokomotiven des Typs GP38-2 und zwei Slugs.